# مریوان حلبچه‌ای (مترجم)
مریوان حلبچه‌ای (۱۳۵۸ در حلبچه - )، مترجم، نویسنده و روزنامه نگار  کرد عراقی است که آثار بسیاری را از فارسی به کردی و کردی به فارسی ترجمه کرده‌است. بیشتر ترجمه‌های او در حوزۀ ادبیات معاصر است.

## زندگی
مریوان رحیم  با نام مریوان حلبچه‌ای گاه با نویسنده دیگری به همین نام اشتباه گرفته می‌شود. مریوان حلبچه‌ای متولد شهر حلبچه در کردستان عراق است. در همان ایام کودکی و در پی بمباران شیمیایی حلبچه، دچار عارضۀ شیمیایی شد و به همراه خانوادۀ خود به ایران آمد. او چندین سال در ایران زندگی کرده و به زبان فارسی تسلط دارد.

### ترجمه کردی به فارسی
1. ترجمه رمان آخرین انار دنیا نوشته بختیار علی، نشر ثالث ۹۳
2. حصار و سگ‌های پدرم ( رمان- شیرزاد حسن – نشر چشمه ۸۲ ، چاپ چهارم نشر نیماژ)
3. مار و پله ( مجموعه داستان – فرهاد پیربال- نشر نی ۸۵)
4. غروب پروانه ( رمان- بختیار علی – نشر نیماژ ۹۴)
5. عمویم جمشیدخان که باد همیشه او را با خود می‌برد ( رمان – بختیارعلی)
6. شهر موسیقیدان‌های سفید ( رمان – بختیارعلی – نشر ثالث)
7. عاشقانه‌های جنگ و صلح (گزیده شعر فرهاد پیربال – نشر نیماژ)
8. عاشقانه‌های شیرکو بی‌کس ( مقالات، گفتگوها وگزیده اشعار شیرکو بی‌کس – نشر نیماژ)
9. دریاس و جسدها (رمان- بختیار علی- نشر ثالث)

### ترجمه فارسی به کردی
برخی از ترجمه‌های فارسی به کردی وی عبارتند از:
1. چهار صندوق ( بهرام بیضایی- نمایشنامه)
2. چوب به دستان ورزیل ( غلامحسین ساعدی- نمایشنامه)
3. به کدام گناه ما را کشتید ( عبدالحی شماسی- نمایشنامه)
4. چندین نمایشنامه از محمد یعقوبی
5. چشم‌ها را باید شست جور دیگر باید دید (گزیده شعر سهراب سپهری به همراه مقالاتی دربارهٔ اشعار و زندگی شاعر)
6. من فقط سفیدی اسب را گریستم ( گزیده شعر احمدرضا احمدی)
7. پنجاه و سه ترانه عاشقانه ( شمس لنگرودی)
8. باغبان جهنم (شمس لنگرودی)
9. ملاح خیابان‌ها (شمس لنگرودی)